# Caretofobia, disco 1
Caretofobia, disco 1 (aunque conocido comúnmente como Caretofobia I) es el quinto álbum de estudio de la banda de punk rock argentina Flema, editado en el año 2000 por Cicatriz Discos. Junto con Caretofobia, disco 2 forman el primer álbum doble de Flema.

## Lista de canciones
| N.º   | Título                                | Duración |  |
| 1.    | «Es una droga más»                    | 2:48     |  |
| 2.    | «Punk rock sobre Beethoven»           | 1:31     |  |
| 3.    | «Extremista»                          | 2:13     |  |
| 4.    | «Te querré»                           | 2:25     |  |
| 5.    | «Siempre estoy dado vuelta»           | 2:14     |  |
| 6.    | «Salve Cuba»                          | 3:32     |  |
| 7.    | «Daun»                                | 2:50     |  |
| 8.    | «Yo quiero tomar»                     | 1:46     |  |
| 9.    | «Mandibuleas»                         | 2:04     |  |
| 10.   | «F.A.E.S.»                            | 1:48     |  |
| 11.   | «Bajar»                               | 3:11     |  |
| 12.   | «Mi suegra tiene menopausia»          | 1:18     |  |
| 13.   | «Vicky la lunga»                      | 2:14     |  |
| 14.   | «Nada que decir»                      | 2:05     |  |
| 15.   | «Me hundo un poco más»                | 1:56     |  |
| 16.   | «Descendiendo al sótano del infierno» | 1:32     |  |
| 17.   | «No pasa nada»                        | 3:29     |  |
| 18.   | «...»                                 | 1:55     |  |
| 40:51 |                                       |          |  |

## Músicos
- Ricky Espinosa - voz
- Gonzalo Diaz Colodrero - guitarra
- Luichi Gribaldo - guitarra
- Fernando Rossi - bajo
- Diego Piazza - batería

- Datos: Q16490233